# Ha!
Ha! The Comedy Network, de propriedade da Viacom, foi um dos primeiros canais de comédia americanos à disposição dos assinantes de cabo básico. Lançado no dia 1 de abril de 1990, ele competiu com o Comedy Channel da HBO.
Enquanto o Comedy Channel (que foi lançado no dia 15 de novembro de 1989) tinha transmissão na maior parte de baixo orçamento de programação original, já o cronograma do Ha! apresentado sitcoms e reprises e comédia (muitos dos quais haviam sido previamente licenciado para a irmã de rede Nick at Nite), bem como de 90 minutos completo reprises do Saturday Night Live a partir do sexto através de estações XVI. O SNL ar a primeira foi organizada por Susan Saint James de Outubro de 1981.

## Fusão com o Comedy Channel
As duas redes se fundiram para criar CTV: The Comedy Network, que começou em 1 de abril de 1991, mas por causa de confusão com a rede canadense CTV, o nome da rede foi alterada para Comedy Central.